# Gare de Saitama-Shintoshin
La gare de Saitama-Shintoshin (さいたま新都心駅, Saitama-Shintoshin-eki) est une  gare ferroviaire japonaise située dans l'arrondissement d'Ōmiya à Saitama. Elle est gérée par la East Japan Railway Company (JR East).

## Situation ferroviaire
La gare de Saitama-Shintoshin est située au point kilométrique (PK) 28,7 de la ligne principale Tōhoku et au PK 1,6 de la ligne Keihin-Tōhoku.

## Histoire
La gare a été inaugurée le 1er avril 2000.

## Services aux voyageurs

### Accès et accueil
La gare dispose d'un bâtiment voyageurs, avec guichet, ouvert tous les jours.

### Desserte
- Ligne Keihin-Tōhoku :
  - voie 1 : direction Tokyo, Yokohama et Ōfuna
  - voie 2 : direction Ōmiya

- Ligne Takasaki :
  - voie 3 : direction Ueno
  - voie 4 : direction Ōmiya et Takasaki

- Ligne Utsunomiya :
  - voie 3 : direction Ueno (interconnexion avec la ligne Ueno-Tokyo pour Tokyo et Shinagawa)
  - voie 4 : direction Ōmiya, Oyama et Utsunomiya